# Tingkem
Tingkem is een bestuurslaag in het regentschap Gayo Lues van de provincie Atjeh, Indonesië. Tingkem telt 215 inwoners (volkstelling 2010).